# Усть-Атавська печера
Усть-Атавська печера, Урмантау (рос. Усть-Атавская, Урмантау) — печера в Башкортостані, Росія. Печера комплексного (горизонтально-вертикального) типу простягання. Загальна протяжність — 621 м. Глибина печери становить 36 м. Категорія складності проходження ходів печери — 1. Печера відноситься до району Уфімського плато спелеологічної провінції.